# David Ricketts
David Edward Joseph Ricketts (7 de outubro de 1920 — 11 de agosto de 1996) foi um ciclista britânico que era profissional entre 1953 e 1959.
Anteriormente, como um ciclista amador, participou nos Jogos Olímpicos de Londres 1948, ganhando uma medalha de bronze na prova de perseguição por equipes, formando equipe com Wilfred Waters, Tommy Godwin e Alan Geldard.